# 比布洛
49°38′47″N 22°51′32″E / 49.64639°N 22.85889°E
比布洛（烏克蘭語：Библо），是烏克蘭西部的村莊，隸屬利維夫州的桑比爾區。該村處於奇日卡河畔，面積1.33平方公里，海拔高度224米，2015年人口362。